# Robert Waterman

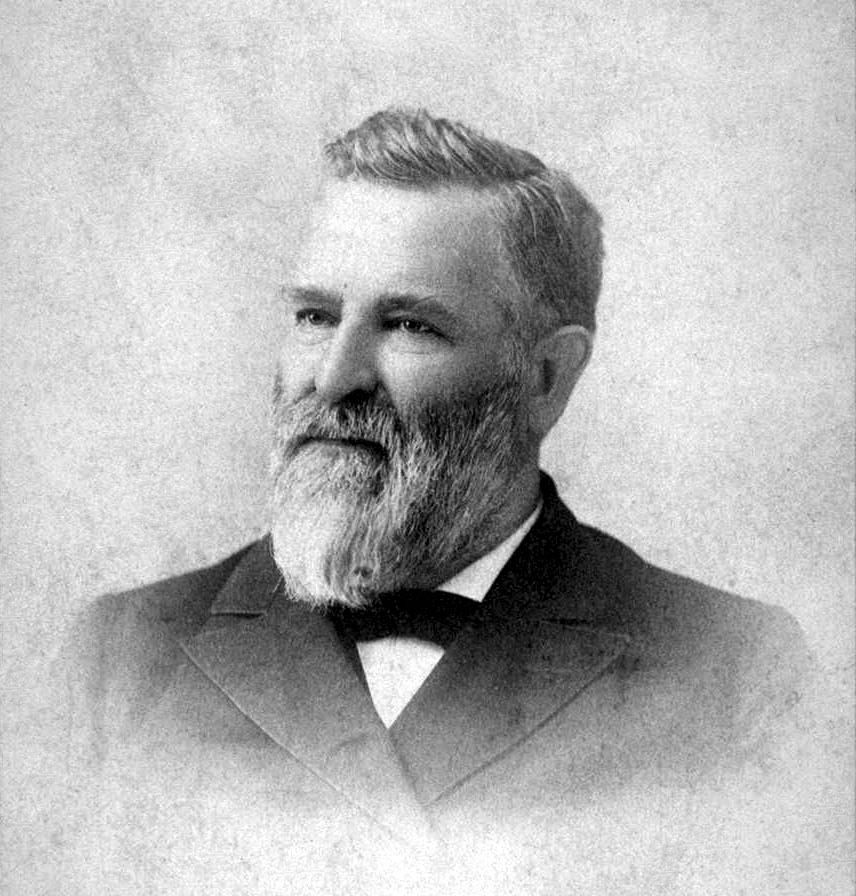
Robert Waterman

Robert Waterman (* 15. Dezember 1826 in Fairfield, Herkimer County, New York; † 12. April 1891 in San Diego, Kalifornien) war ein US-amerikanischer Politiker und der 17. Gouverneur von Kalifornien.

## Leben

### Jugend
Der junge Waterman zog von New York nach Illinois und wurde dort Ladenbesitzer und Postagent. 1849 erfasste ihn das Goldfieber. Er entschloss sich, nach Kalifornien zu gehen, um dort sein Glück zu machen. Mit einem Ochsengespann machte er sich auf den Weg. Zunächst versuchte er es als Goldsucher und dann wieder als Ladenbesitzer. Schließlich ging er zurück nach Illinois, wo er 1854 Mitbegründer der Republikanischen Partei wurde. 1856 war er neben Abraham Lincoln der zweite Delegierte aus Illinois auf der ersten Republican National Convention in Philadelphia. Bei der Präsidentschaftswahl 1860 verhalf er Lincoln zum Wahlsieg in Illinois.

### Politiker in Kalifornien
Wieder nach Kalifornien zurückgekehrt, hatte er mit einer Goldmine Erfolg, die ihm täglich 50.000 Dollar einbrachte. Dann betrieb er zusammen mit einem Partner eine noch erfolgreichere Silbermine und schließlich kaufte er noch eine ertragreiche Goldmine hinzu. Am Rande war er auch in das Eisenbahngeschäft involviert, indem er sich am Ausbau einer Eisenbahnlinie beteiligte. Politisch wurde er ebenfalls aktiv. Unter Gouverneur Washington Bartlett wurde er dessen Vizegouverneur. Bartlett verstarb bereits nach neun Monaten im Amt und Waterman fiel das Amt des Gouverneurs zu, das er bis zum Ende der Legislaturperiode 1891 ausübte. Sein Spitzname war „Old Honesty“, auf Deutsch etwa „Der Ehrenhafte“. Diesen Namen verdiente er sich durch seine Grundsätze: Er verabscheute Unehrlichkeit, Trunksucht und Verschwendung. Er kritisierte die Staatslegislative, weil dort 228 Angestellte beschäftigt waren, obwohl nur 35 Stellen dafür vorgesehen waren. Ein Hauptstreitpunkt in seiner Amtszeit war die Frage, ob Kalifornien geteilt werden sollte. Dieser Plan wurde schließlich verworfen.

### Lebensabend und Tod
Waterman schied im Januar 1891 aus seinem Amt, nachdem er eine erneute Kandidatur aus gesundheitlichen Gründen abgelehnt hatte. Es blieb ihm nicht mehr viel Zeit für seinen Ruhestand. Er starb nur wenige Wochen später am 12. April desselben Jahres in San Diego. Er war seit 1847 mit Jane Gardner verheiratet. Das Paar hatte insgesamt sechs Kinder (drei Söhne und drei Töchter).